# Debra Morgan
Debra/Deborah Morgan – postać fikcyjna z serii książek Jeffa Lindsaya – Demony dobrego Dextera (Darkly Dreaming Dexter) (2004), Dekalog dobrego Dextera (Dearly Devoted Dexter) (2005) i innych oraz powstałego w 2006 roku na podstawie serii serialu telewizyjnego Dexter, grana przez Jennifer Carpenter.

## Historia
Przybrana siostra Dextera Morgana. Jest policjantką, która zrobi wszystko, aby zostać detektywem. Debra spotyka się z Rudy Cooperem, który jest poszukiwanym przez nią seryjnym zabójcą o pseudonimie Ice Truck Killer. Rudy, którego prawdziwe nazwisko to Brian Moser, wykorzystuje Debrę aby zbliżyć się do Dextera, który jest jego młodszym bratem. Debra zakochała się w nim, ale później, kiedy Brian postanawia się ujawnić Dexterowi, pada jego ofiarą. Zostaje owinięta folią, co unieruchamia ją na stole. Brian urządza pokój tak, jak to ma w zwyczaju robić Dexter, kiedy pozbawia życia swoich ofiar. Dexter nie zgadza się na uśmiercenie siostry. Po wielkim szoku, jakiego doznała, Debra postanawia wprowadzić się do Dextera, co ma ją chronić przed samotnością i strachem. Kiedy Debra odkrywa jedną z ofiar Dextera, tworzy portret psychologiczny, który idealnie pasuje do Dextera. Wyczuwając zagrożenie, Dexter przekierowuje śledztwo w inną stronę, wytykając Debrze brak doświadczenia.
W drugim sezonie Debra jest członkiem grupy zajmującej się sprawą Rzeźnika z zatoki, którym jest Dexter (nikt się o tym nie dowiaduje oprócz publiczności). Debra zakochała się we Franku Lundym, który jest agentem FBI dowodzącym dochodzeniem. Pod koniec drugiego sezonu Debra wychodzi z kryzysu spowodowanego przez sprawę Ice Truck Killera. Postanawia walczyć za wszelką cenę o odznakę detektywa.
Na początku sezonu trzeciego Debra ścina włosy do długości ramion, czego nie robiła od dzieciństwa. Pracuje z nowym partnerem – Detektywem Quinnem, co do którego jest pełna podejrzeń przez wewnętrzne dochodzenie prowadzone przeciw niemu. Została przydzielona do grupy badającej sprawę morderstwa brata Miguela Prado, Oscara, ale z powodu braku taktu zostaje odsunięta od sprawy przez sierżanta Batistę. Zostaje przydzielona do sprawy morderstwa młodego mężczyzny, która później łączy się ze sprawą Prado. W ostatnim odcinku sezonu Debra w końcu zostaje promowana do rangi detektywa.

## Osobowość
Debra jest błyskotliwa, ale brakuje jej pewności siebie, dlatego też zawsze polega na poradach jej brata. Jest znana ze swojego wulgarnego słownictwa, rzadko zdarza się, aby wypowiedziała zdanie bez przekleństwa. Wielokrotnie przysporzyła sobie kłopotów wśród przełożonych, co szczególnie dało się jej we znaki, kiedy nazwała brata Miguela Prado ćpunem. Drugą charakterystyczną dla niej rzeczą jest to, jak łatwo jest wyprowadzana z równowagi przez podejrzanych. Daje się to szczególnie we znaki, kiedy sprawy dotyczą jej bliskich. Tłumaczy to tym, że ludzie, na których krzyczy, wiedzą, dlaczego jest na nich zła. Jej partner Joey Quinn powiedział nawet, że jedynym narzędziem, jakim dysponuje podczas dochodzeń, jest młotek.
Pomimo jej wulgarnej mowy i impulsywności Debra naprawdę kocha swojego starszego brata Dextera Morgana. Mimo jej frustracji spowodowanej brakiem otwartości okazywanej przez jej brata niejednokrotnie wyznawała mu swoje uczucie.